# Ludvig Öhman
Carl Ludvig Öhman Silwerfeldt, född 9 oktober 1991 i Umeå, är en svensk fotbollsspelare som spelar för Umeå FC. Hans moderklubb är Sandåkerns SK.

## Karriär
Öhman kom från Sandåkerns SK till Kalmar FF sommaren 2007. Kalmar FF upptäckte Öhman för första gången under ett landslagsläger.[källa behövs] Han hade dessförinnan tränat med lag som Djurgårdens IF och nederländska SC Heerenveen.[källa behövs]
Säsongen 2010 spelade han en allsvensk match för Kalmar FF. 
2012-2013 spelade Öhman i ungefär hälften av Kalmar FF:s allsvenska matcher. Sammanlagt 31 allsvenska matcher varav 28 från start. Säsongen 2013 blev den meritmässigt bästa i karriären då han var med om att bärga ett allsvenskt brons i och med klubbens fjärdeplacering i serien. I december 2013 förlängdes kontraktet till 2015.
Inför säsongen 2016 valde Öhman att inte förlänga med Kalmar FF utan skrev istället på för japanska Nagoya Grampus, trots att Kalmar FF ville ha honom kvar.
I januari 2017 värvades Öhman av AFC Eskilstuna, där han skrev på ett tvåårskontrakt. I januari 2018 värvades Öhman av IF Brommapojkarna, där han skrev på ett treårskontrakt. Den 8 januari 2019 värvades Öhman av engelska Grimsby Town, där han skrev på ett 2,5-årskontrakt. Den 21 november 2020 lämnade Öhman klubben.
I juli 2021 skrev Öhman på ett halvårskontrakt med Falkenbergs FF. Falkenberg blev nedflyttade från Superettan 2021 och efter säsongen lämnade Öhman klubben. I mars 2022 blev Öhman klar för spel i Vasalunds IF.
I januari 2024 skrev Öhman på ett tvåårskontrakt med Umeå FC.